# Celia Claudia Cambara Batista
Pour les articles homonymes, voir Batista.
Celia Claudia Cambara Batista est une pianiste cubaine née à La Havane en 1979.
Elle a suivi une formation musicale auprès de Jorge Luis Prats et de Edson Elias au Conservatoire de Genève où elle a obtenu son Diplôme de Soliste avec les félicitations du jury en 2003. Celia Cambara est également lauréate de nombreux concours internationaux et son répertoire s'étend de Bach à Prokofiev en passant par la musique d'Amérique latine.